# Mistrzostwa Polski w Biathlonie Letnim 2023
Mistrzostwa Polski w biathlonie letnim 2023 odbyły się w Czarnym Borze w dniach 29 czerwca – 2 lipca 2023 roku. O tytuł Mistrza Polski biathloniści rywalizowali w trzech konkurencjach: sprincie, biegu indywidualnym oraz biegu ze startu wspólnego.

## Terminarz i medaliści
| Data       | Konkurencja                | Złoto                                     | Srebro                                            | Brąz                                    |
| 30.06.2023 | Bieg indywidualny kobiet   | Magda Piczura BKS WP Kościelisko          | Barbara Skrobiszewska MKS Karkonosze Jelenia Góra | Kamila Cichoń IKN Górnik Iwonicz-Zdrój  |
| 30.06.2023 | Bieg indywidualny mężczyzn | Konrad Badacz MKS Karkonosze Jelenia Góra | Patryk Bryn AZS AWF Katowice                      | Fabian Suchodolski UKS Biathlon Chorzów |
| 1.07.2023  | Sprint kobiet              | Magda Piczura BKS WP Kościelisko          | Wiktoria Celczyńska AZS AWF Katowice              | Kamila Cichoń IKN Górnik Iwonicz-Zdrój  |
| 1.07.2023  | Sprint mężczyzn            | Kacper Guńka BKS WP Kościelisko           | Konrad Badacz MKS Karkonosze Jelenia Góra         | Jakub Potoniec UKN Melafir Czarny Bór   |
| 2.07.2023  | Bieg masowy kobiet         | Magda Piczura BKS WP Kościelisko          | Wiktoria Celczyńska AZS AWF Katowice              | Kamil Cichoń IKN Górnik Iwonicz-Zdrój   |
| 2.07.2023  | Bieg masowy mężczyzn       | Andrzej Nędza-Kubiniec BKS WP Kościelisko | Patryk Bryn AZS AWF Katowice                      | Tomasz Jakieła BKS WP Kościelisko       |